# Segunda División de Andorra 2020-21
La Segunda División de Andorra 2020-21 (oficialmente y en catalán: Segona Divisió de Andorra 2020-21), fue la 22.ª edición de la Segunda División de Andorra. La temporada comenzó el 29 de noviembre de 2020 y finalizó el 23 de mayo de 2021.

## Equipos de la temporada 2020-21
| Equipo            | Localidad               | 2019-20                |
| ----------------- | ----------------------- | ---------------------- |
| Jenlai            | Las Escaldas-Engordany  | no disputó             |
| La Massana        | La Massana              | 2°                     |
| UE Santa Coloma B | Santa Coloma de Andorra | 5°                     |
| Ranger's          | Andorra la Vieja        | 4°                     |
| Encamp            | Encamp                  | 3.º                    |
| FC Ordino         | Ordino                  | Primera división (8.º) |
| Atlètic Amèrica   | Las Escaldas-Engordany  | 7.º                    |
| UE Engordany B    | Las Escaldas-Engordany  | no disputó             |

### Equipos por parroquia
| \| Parroquia \| N.º \| Equipos \| \| ---------------------- \| --- \| ------------------------------------- \| \| Las Escaldas-Engordany \| 3 \| Atlètic Amèrica, Engordany B y Jenlai \| \| Andorra la Vieja \| 2 \| UE Santa Coloma B y Ranger's \| \| La Massana \| 1 \| La Massana \| \| Encamp \| 1 \| Encamp \| \| Ordino \| 1 \| Ordino \| |     |                                       |
| Parroquia | N.º | Equipos                               |
| Las Escaldas-Engordany | 3   | Atlètic Amèrica, Engordany B y Jenlai |
| Andorra la Vieja | 2   | UE Santa Coloma B y Ranger's          |
| La Massana | 1   | La Massana                            |
| Encamp | 1   | Encamp                                |
| Ordino | 1   | Ordino                                |

## Sistema de competición
Los seis equipos y los dos filiales de Segunda División se enfrentaron todos contra todos en dos ruedas. Una vez finalizada la fase regular, los cuatro mejores equipos participaron de la Ronda por el campeonato excepto los filiales.
En esta segunda y última etapa, cada equipo enfrentó a sus respectivos rivales de ronda en dos oportunidades, comenzando su participación con la misma cantidad de puntos con la que finalizaron la fase regular. Aquel equipo que al cierre de esta ronda sumó mayor puntuación se consagró campeón y ascendió a la primera división, el subcampeón jugó una promoción a doble partido contra el penúltimo de primera división para mantener su lugar en la liga o ascender.

## Fase regular

### Clasificación
| Pos. | Equipo            | Pts. | PJ | G  | E | P  | GF | GC | Dif. | Clasificación 2020-21     |
| ---- | ----------------- | ---- | -- | -- | - | -- | -- | -- | ---- | ------------------------- |
| 1    | La Massana        | 35   | 14 | 11 | 2 | 1  | 29 | 9  | +20  | Clasifica a los play offs |
| 2    | Ordino            | 35   | 14 | 11 | 2 | 1  | 42 | 10 | +32  | Clasifica a los play offs |
| 3    | Encamp            | 26   | 14 | 8  | 2 | 4  | 24 | 15 | +9   | Clasifica a los play offs |
| 4    | Jenlai            | 18   | 14 | 6  | 0 | 8  | 27 | 30 | −3   | Clasifica a los play offs |
| 5    | Atlètic Amèrica   | 16   | 14 | 5  | 1 | 8  | 11 | 19 | −8   |                           |
| 6    | UE Santa Coloma B | 14   | 14 | 4  | 2 | 8  | 18 | 35 | −17  |                           |
| 7    | Engordany B       | 10   | 14 | 3  | 1 | 10 | 15 | 36 | −21  |                           |
| 8    | Ranger's          | 8    | 14 | 2  | 2 | 10 | 19 | 31 | −12  |                           |

Actualizado a los partidos jugados el 11 de abril de 2021.
 Fuente: FAF

### Resultados
- Los horarios corresponden a la CET (Hora Central Europea) UTC+1 en horario estándar y UTC+2 en horario de verano.

#### Primera vuelta
| UE Santa Coloma B | 2 - 4 | Jenlai      | Campo de fútbol de Ordino | 29 de noviembre | 11:00 |
| La Massana        | 2 - 1 | Ranger's    | Campo de fútbol de Ordino | 29 de noviembre | 14:30 |
| Encamp            | 0 - 1 | Ordino      | Prada de Moles            | 29 de noviembre | 17:00 |
| Atlètic Amèrica   | 2 - 1 | Engordany B | Campo de fútbol de Ordino | 29 de noviembre | 18:00 |

| Engordany B | 0 - 2 | Encamp            | Centre d'Entrenament de la FAF 2 | 5 de diciembre | 20:30 |
| Jenlai      | 0 - 1 | Atlètic Amèrica   | Estadio Nacional                 | 6 de diciembre | 11:30 |
| Ordino      | 1 - 2 | La Massana        | Centre d'Entrenament de la FAF 2 | 6 de diciembre | 16:30 |
| Ranger's    | 1 - 2 | UE Santa Coloma B | Centre d'Entrenament de la FAF 2 | 6 de diciembre | 20:00 |

| Jenlai            | 0 - 4 | Ranger's    | Centre d'Entrenament de la FAF 2 | 12 de diciembre | 20:30 |
| La Massana        | 3 - 0 | Engordany B | Estadio Nacional                 | 13 de diciembre | 16:30 |
| UE Santa Coloma B | 0 - 6 | Ordino      | Estadio Nacional                 | 13 de diciembre | 20:00 |
| Atlètic Amèrica   | 0 - 3 | Encamp      | Centre d'Entrenament de la FAF 2 | 13 de diciembre | 20:00 |

| Engordany B | 0 - 3 | UE Santa Coloma B | Centre d'Entrenament de la FAF 2 | 19 de diciembre | 20:30 |
| Encamp      | 2 - 3 | La Massana        | Prada de Moles                   | 20 de diciembre | 17:00 |
| Ranger's    | 1 - 2 | Atlètic Amèrica   | Centre d'Entrenament de la FAF 2 | 20 de diciembre | 20:00 |
| Ordino      | 3 - 1 | Jenlai            | Estadio Nacional                 | 20 de diciembre | 20:00 |

| Atlètic Amèrica   | 1 - 3 | La Massana  | Centre d'Entrenament de la FAF 2 | 23 de enero | 21:00 |
| Ranger's          | 1 - 2 | Ordino      | Centre d'Entrenament de la FAF 2 | 24 de enero | 20:00 |
| Jenlai            | 0 - 3 | Engordany B | Estadio Nacional                 | 24 de enero | 20:00 |
| UE Santa Coloma B | 1 - 1 | Encamp      | Prada de Moles                   | 28 de enero | 20:00 |

| Atlètic Amèrica | 0 - 3 | Ordino            | Centre d'Entrenament de la FAF 2 | 30 de enero | 20:30 |
| Encamp          | 4 - 1 | Jenlai            | Prada de Moles                   | 31 de enero | 17:00 |
| Engordany B     | 2 - 0 | Ranger's          | Centre d'Entrenament de la FAF 2 | 31 de enero | 20:00 |
| La Massana      | 3 - 0 | UE Santa Coloma B | Estadio Nacional                 | 31 de enero | 20:00 |

| Jenlai            | 1 - 3 | La Massana      | Centre d'Entrenament de la FAF 2 | 6 de febrero | 20:30 |
| UE Santa Coloma B | 0 - 2 | Atlètic Amèrica | Centre d'Entrenament de la FAF 2 | 7 de febrero | 20:00 |
| Ranger's          | 1 - 2 | Encamp          | Estadio Nacional                 | 7 de febrero | 20:00 |
| Ordino            | 2 - 0 | Engordany B     | Centre d'Entrenament de la FAF 2 | 8 de febrero | 21:00 |

#### Segunda vuelta
| Ranger's    | 1 - 2 | La Massana        | Campo de fútbol de Ordino        | 13 de febrero | 19:00 |
| Ordino      | 3 - 1 | Encamp            | Centre d'Entrenament de la FAF 2 | 13 de febrero | 20:30 |
| Jenlai      | 4 - 2 | UE Santa Coloma B | Campo de fútbol de Ordino        | 14 de febrero | 11:00 |
| Engordany B | 1 - 0 | Atlètic Amèrica   | Campo de fútbol de Ordino        | 14 de febrero | 14:30 |

| UE Santa Coloma B | 4 - 2 | Ranger's    | Centre d'Entrenament de la FAF 2 | 20 de febrero | 20:30 |
| La Massana        | 0 - 0 | Ordino      | Campo de fútbol de Ordino        | 21 de febrero | 11:30 |
| Atlètic Amèrica   | 1 - 2 | Jenlai      | Campo de fútbol de Ordino        | 21 de febrero | 16:30 |
| Encamp            | 2 - 1 | Engordany B | Prada de Moles                   | 21 de febrero | 17:00 |

| Ranger's    | 1 - 6 | Jenlai            | Centre d'Entrenament de la FAF 2 | 27 de febrero | 20:30 |
| Engordany B | 1 - 1 | La Massana        | Campo de fútbol de Ordino        | 28 de febrero | 11:30 |
| Ordino      | 5 - 0 | UE Santa Coloma B | Campo de fútbol de Ordino        | 28 de febrero | 16:30 |
| Encamp      | 2 - 0 | Atlètic Amèrica   | Prada de Moles                   | 28 de febrero | 17:00 |

| UE Santa Coloma B | 3 - 1 | Engordany B | Campo de fútbol de Ordino        | 6 de marzo | 20:00 |
| Jenlai            | 1 - 2 | Ordino      | Centre d'Entrenament de la FAF 2 | 6 de marzo | 20:30 |
| Atlètic Amèrica   | 1 - 1 | Ranger's    | Campo de fútbol de Ordino        | 7 de marzo | 11:00 |
| La Massana        | 0 - 1 | Encamp      | Campo de fútbol de Ordino        | 7 de marzo | 14:30 |

| Ordino      | 2 - 2 | Ranger's          | Centre d'Entrenament de la FAF 2 | 20 de marzo | 20:30 |
| Engordany B | 1 - 4 | Jenlai            | Campo de fútbol de Ordino        | 21 de marzo | 11:30 |
| La Massana  | 1 - 0 | Atlètic Amèrica   | Campo de fútbol de Ordino        | 21 de marzo | 16:30 |
| Encamp      | 1 - 1 | UE Santa Coloma B | Prada de Moles                   | 21 de marzo | 17:00 |

| Ranger's          | 3 - 2 | Engordany B     | Centre d'Entrenament de la FAF 2 | 27 de marzo | 20:40 |
| Jenlai            | 3 - 1 | Encamp          | Campo de fútbol de Ordino        | 28 de marzo | 11:00 |
| UE Santa Coloma B | 0 - 4 | La Massana      | Campo de fútbol de Ordino        | 28 de marzo | 14:30 |
| Ordino            | 1 - 0 | Atlètic Amèrica | Campo de fútbol de Ordino        | 28 de marzo | 18:00 |

| Atlètic Amèrica | 1 - 0  | UE Santa Coloma B | Centre d'Entrenament de la FAF 2 | 10 de abril | 20:30 |
| Engordany B     | 2 - 11 | Ordino            | Campo de fútbol de Ordino        | 11 de abril | 11:30 |
| La Massana      | 2 - 0  | Jenlai            | Campo de fútbol de Ordino        | 11 de abril | 16:30 |
| Encamp          | 2 - 0  | Ranger's          | Prada de Moles                   | 11 de abril | 17:00 |

## Play-offs

### Clasificación
| Pos. | Equipo     | Pts. | PJ | G  | E | P  | GF | GC | Dif. | Clasificación 2020-21                        |
| ---- | ---------- | ---- | -- | -- | - | -- | -- | -- | ---- | -------------------------------------------- |
| 1    | Ordino (C) | 49   | 20 | 15 | 4 | 1  | 57 | 15 | +42  | Campeón y ascenso a Primera División 2021-22 |
| 2    | La Massana | 48   | 20 | 15 | 3 | 2  | 42 | 14 | +28  | Clasificado al play-off de promoción         |
| 3    | Encamp     | 32   | 20 | 10 | 2 | 8  | 32 | 26 | +6   |                                              |
| 4    | Jenlai     | 19   | 20 | 6  | 1 | 13 | 33 | 51 | −18  |                                              |

Actualizado a los partidos jugados el 16 de mayo de 2021.
 Fuente: FAF

### Resultados

#### Primera vuelta
| Ordino     | 3 - 0 | Encamp | Centre d'Entrenament de la FAF 2 | 17 de abril | 20:30 |
| La Massana | 2 - 0 | Jenlai | Campo de fútbol de Ordino        | 18 de abril | 11:30 |

| La Massana | 0 - 0 | Ordino | Centre d'Entrenament de la FAF 2 | 24 de abril | 20:30 |
| Jenlai     | 0 - 2 | Encamp | Campo de fútbol de Ordino        | 25 de abril | 11:30 |

| Ordino | 3 - 3 | Jenlai     | Centre d'Entrenament de la FAF 2 | 1 de mayo | 20:30 |
| Encamp | 1 - 4 | La Massana | Centre d'Entrenament de la FAF 2 | 2 de mayo | 18:00 |

#### Segunda vuelta
| Jenlai | 1 - 5 | La Massana | Centre d'Entrenament de la FAF 2 | 8 de mayo | 20:30 |
| Encamp | 0 - 1 | Ordino     | Prada de Moles                   | 9 de mayo | 17:00 |

| Ordino | 3 - 1 | La Massana | Centre d'Entrenament de la FAF 2 | 15 de mayo | 20:30 |
| Encamp | 4 - 2 | Jenlai     | Prada de Moles                   | 16 de mayo | 17:00 |

| La Massana | 1 - 0 | Encamp | Centre d'Entrenament de la FAF 2 | 23 de mayo | 11:30 |
| Jenlai     | 0 - 5 | Ordino | Campo de fútbol de Ordino        | 23 de mayo | 11:30 |

## Play-off de promoción
El tercer equipo ubicado en la clasificación final de la Ronda por la permanencia de primera división disputó una serie a doble partido, uno como visitante y otro como local, ante el  subcampeón de la Segunda División. El ganador de la eliminatoria participó  de la siguiente temporada de la Primera Divisió.
| 29 de mayo de 2021, 20:30; | La Massana | 0:2 (0:1) | Carroi                                     | Centre d'Entrenament de la FAF 2, Andorra la Vieja |                                       |
|                            |            | Reporte   | Víctor Pérez 24' · Youssef Ezzejjari 90+8' | Árbitro(s): Luis Miguel do Nascimento              | Árbitro(s): Luis Miguel do Nascimento |

| 2 de junio de 2021, 20:30; | Carroi                                         | 3:1 (1:0) (Global 5:1) | La Massana          | CE La Massana, La Massana   |                             |
|                            | Youssef Ezzejjari 4', 48' · Rodrigo Varela 51' | Reporte                | Derrick Dibotti 50' | Árbitro(s): Joan Guiu Serra | Árbitro(s): Joan Guiu Serra |

## Goleadores
- Actualizado el 23 de mayo de 2021.

| Pos. | Jugador           | Club       | Goles |
| ---- | ----------------- | ---------- | ----- |
| 1    | Diego Marinho     | Ordino     | 11    |
|      | Jefferson Martins | Ordino     | 11    |
|      | Carlos González   | Jenlai     | 11    |
| 4    | Rashid Idris      | La Massana | 10    |
| 5    | Diogo Moura       | Ordino     | 8     |
|      | Cristian González | Encamp     | 8     |
| 7    | Oriol García      | Rangers    | 7     |
|      | David Massoni     | Ordino     | 7     |
|      | Leonel Alves      | La Massana | 7     |